# جيم وايز (ملحن)
جيم وايز (بالإنجليزية: Jim Wise)‏ هو ملحن أمريكي، ولد في 24 أبريل 1919، وتوفي في 13 نوفمبر 2000.

## وصلات خارجية
- جيم وايز على موقع قاعدة بيانات برودواي على الإنترنت (الإنجليزية)